# Luis Marcano-Berti
Luis Marcano-Berti (Carúpano, 7 de marzo de 1940) es un botánico, y profesor universitario venezolanoneerlandés.

## Carrera
Fundador de la revista Pittieria, especialista en Vochysiaceae, autor del género Ruizterania (Vochysiaceae), dedicado al Prof. Luis Ruiz-Terán; del género Uladendron (Malvaceae), dedicado a la Universidad de Los Andes, Mérida, Venezuela, y de la familia Euphroniaceae. Debe señalarse que es el único botánico venezolano autor de una familia botánica. Fue durante muchos años jefe de la Cátedra de Dendrologia del Departamento de Botánica y Director-Curador del Herbario, Facultad de Ciencias Forestales, Universidad de Los Andes, Mérida, Venezuela. Se jubiló como profesor titular de la Facultad de Ciencias Forestales de la Universidad de los Andes, Mérida, Venezuela, en el año 1989.
Es colector de Angiospermas, cuyos especímenes se encuentran en el Herbario Nacional de Venezuela y en el herbario Carlos Liscano en Mérida. Desde el 15 de septiembre de 1963 hasta el 24 de enero de 1966 ejerció como Dendrólogo en el Laboratorio Nacional de Productos Forestales, estado Mérida, Venezuela, adscrito a la Reserva Forestal de Imataca, estado Bolívar, desde enero de 1964 hasta febrero de 1965; y desde marzo hasta diciembre de 1965, al Instituto Botánico de Venezuela, Caracas, Venezuela. Desde 1968 hasta 1989 se desempeñó como profesor de Dendrología del Departamento de Botánica en la Facultad de Ciencias Forestales de la Universidad de Los Andes, Mérida, Venezuela. Fue investigador visitante en las siguientes instituciones: Conservatoire et Jardin Botaniques de Genève, Ginebra, Suiza (1° de agosto de 1967 hasta el 1° de abril de 1968); Instituto Central de Biología en la Universidad de Concepción, Chile (1° de mayo de 1972 hasta agosto de 1972); Laboratory of Paleobotany and Palynology, State University of Utrecht, Países Bajos (mayo de 1973 hasta septiembre de 1974); Laboratoire de Phanerogamie, Museum National d'Histoire Naturelle, Paris, Francia (octubre de 1984 hasta 26 de agosto de 1985); New York Botanical Garden, Nueva York, Estados Unidos de América (agosto-octubre de 1988); Abteilung Spezielle Botanik (BIO V), Universität Ulm, Ulm, Alemania (abril-julio de 1989); Herbarium Division. Department of Plant Ecology and Evolutionary Biology, Utrecht, Países Bajos (1991-1994); Royal Botanic Gardens, Kew, Richmond, Surrey, Reino Unido (mayo de 1998 hasta diciembre de 1998).  

## Sociedades Científicas y profesionales
- Sociedad de Ciencias Naturales, Venezuela.
- Sociedad Botánica de Venezuela.
- Asociación Latinoamericana de Botánica.
- Sociedad Venezolana de Ingenieros Forestales.
- Colegio de Ingenieros de Venezuela.

## Publicaciones
- Marcano-Berti, L. 1964. Estudio Dendrológico del Bosque Experimental "Caimital",Edo. Barinas, Venezuela. Universidad de Los Andes, Mérida, Venezuela, 420 pp.
- Steyermark, J.A. & Marcano-Berti, L. 1966. Una Especie Nueva de Sloanea. Boletín de la Sociedad de Ciencias Naturales 26:467-471.
- Marcano-Berti, L. 1967. Dos nuevas especies colombianas de Vochysia. Pittieria 1: 2-9
- Marcano-Berti, L. 1969. Un Nuevo Género de las Vochysiaceae. Pittieria 2:3‑27.
- Marcano-Berti, L. 1972. Uladendron, Un Nuevo Género de las Malvaceae. Pittieria 2:3-27.
- Marcano-Berti, L. 1973. Vochysiaceae .In L. Aristeguieta, Familias y géneros de los árboles de Venezuela. Caracas.
- Marcano-Berti, L. 1981. Dos nuevas especies de Vochysia. Pittieria 9: 20-32.
- Marcano-Berti, L. 1982. Nuevas especies de Vochysia (Vochysiaceae) Pittieria 10:3‑16.
- Marcano-Berti, L. 1982. El Género Vochysia en Venezuela. Universidad de Los Andes, Mérida, Venezuela. 94 pp.
- Marcano-Berti, L. 1984. Estudio de la morfología del polen de la familia Vochysiaceae. Universidad de Los Andes. Mérida, Venezuela. 55 pp.
- Marcano-Berti, L. 1986. Nuevas Vochysiaceae. Pittieria. 13:5-21.
- Marcano-Berti, L. 1986. Tapirira velutinifolia: una nueva combinación. Pittieria 13:23-28.
- Marcano-Berti, L. 1989a. Vochysiaceae: Novedades y Correcciones. Pittieria 18: 5‑14.
- Marcano-Berti, L. 1989b. Euphroniaceae: una nueva familia. Pittieria 18:15‑17.
- Marcano-Berti, L. 1993. Nuevas especies de Vochysia de Venezuela y Colombia. Pittieria 20:111-115.
- Marcano-Berti, L. & J. BAUTISTA BAUTISTA. 1996. Vochysia ortegae: una nueva especie de las Vochysiacea. Pittieria 24: 63-67.
- Marcano-Berti, L. 1998. Vochysiaceae. In Flora of The Guainas (Gört van – Rijn, A. R. A. & J. Jansen- Jacobs, eds) Series A: Phanerogams. Fasc. 123: pp. 1-44. Royal Botanic Gardens, Kew.
- Marcano-Berti, L. 1998. Euphroniaceae. In Flora of The Guainas (Gört van – Rijn, A. R. A. & J. Jansen- Jacobs, eds) Series A: Phanerogams. Fasc. 123: pp. 45-48. Royal Botanic Gardens, Kew.
- Steyermark, J. A. & L. Marcano-Berti. 1999. Euphroniaceae. In Flora of the Venezuelan Guayana. Eriocaulaceae-Lentibulariaceae (Steye rmark, J.A., P. E.Berry, B. K. Holst & K. Yatskievych, eds), Vol. 9: pp.500-524. Missouri Botanical Garden Press, St Louis.
- Marcano-Berti, L. 2002 Studies on the Flora of The Guianas N° 101. New Vochysiaceae: Qualea johannabakkeri and Qualea marionii. Acta Bot. Venez 25(2)111-118.
- Kelly, D.  L, G. O'Donovan, J. Feehan, S. Murphy, S. O. Drangeid & Luis Marcano-Berti, 2004. The Epiphyte Communities of a Montane Rain Forest in the Andes of Venezuela: Patterns in the Distribution of the Flora. Journal of Tropical Ecology Vol. 20, No. 6:  643-666.
- Marcano-Berti, L. 2005 Vochysiaceae. In Flora of the Venezuelan Guayana. Vol. 9:500-524. Missouri  Botanical Garden Press, St. Louis.
- Marcano-Berti, L.  2005. Vochysiaceae. In Flora of the Venezuelan Guayana. Rutaceae-Zygophyllaceae (Steye rmark, J.A., P. E.Berry, K. Yatskievych  & B. K. Holst , eds), Vol. 9: pp.500-524. Missouri Botanical Garden Press, St Louis.
- Marcano-Berti, Luis, 2007, Una nueva Vochysiaceae de Peru. Acta Bot.Venez 30 (2)357-360
- Marcano-Berti, Luis ,2014 Apopetala, una nueva sección de Vochysia (Vochysiaceae), Pittieria 38: 15-42.
- Marcano-Berti, L. & Odile Poncy, 2016, Vochysia sofiae (Sección Pachyantha, Vochysiaceae) una nueva especie de la Guayana Francesa. Pittieria 40: 174-180.
- Marcano-Berti, L. &  G. A. Aymard. 2021. Studies in Neotropical Vochysiaceae: a new species of Vochysia (section Ciliantha) from a pluvial forect of western Colombia. Harvard Papers in Botany 26(1): 119-130.

## Honores
- 1967-1989: Fundador y editor de la Revista Pittieria.
- 1983: Condecoración Henry Pittier (segunda clase).
- 2017: Condecoración Orden Pedro Rincón Gutiérrez.

## Eponimia
- Lecointea marcano-bertii Barneby.
- Coespeletia marcana (Cuatrec.)Cuatrec.
- Rudgea marcano-bertii Steyerm.
- Guapira Marcano-bertii Steyerm.